# Tavullia
Tavullia är en ort och kommun i provinsen Pesaro e Urbino i regionen Marche i Italien. Kommunen hade 7 947 invånare (2018).